# Juniperus comitana
Juniperus comitana (яловець комітанський) — вид хвойних рослин родини кипарисових.

## Поширення, екологія
Країни проживання: Гватемала; Мексика (Чьяпас). Знаходиться на сухих, кам'янистих схилах або в каньйонах з кущами або відкритій лісистій місцевості разом з, наприклад, Acacia і Ficus на доломіті та інших типах порід з тонким ґрунтах. Висотний діапазон становить від 1300 м до 1800 м над рівнем моря.

## Морфологія
Дерево до 10 м заввишки, зазвичай з одного стовбура, розгалуженого на кілька метрів вище основи. Крона округла або широко пірамідальна. Кора світло-попелясто-коричнева, товщиною близько 5 мм, розшаровуючись на довгі смужки. Лускоподібне листя зелене, яйцювате, верхівки загострені, 1,5–2 мм завдовжки, краї дрібнозубчасті, листя має дуже слабкий запах у зв'язку з незвичайно низьким вмістом терпеноїдів.

## Використання
Деревина цього ялівцю використовується локально індіанським населенням на дрова, а також для стовпів огорожі.

## Загрози та охорона
Цей вид перебуває під загрозою збезлісення і надмірної експлуатації лісових ресурсів як непрямий результат швидко зростаючого населення з майже виключно сільською економікою.